# جريدة البعث الرياضي
جريدة البعث الرياضي هي جريدة عراقية رياضية يومية صدرت اعتبارا من حزيران 1984 في بغداد وكانت تُوزع في محافظات العراق. أشرف على الجريدة وكان رئيس التحرير فيها عدي صدام حسين الابن الأكبر للرئيس العراقي السابق صدام حسين. وكانت تعد إلى جانب مجلة الرشيد النصف شهرية التي كانت مخصصة للشؤون الرياضية أيضا من أوائل النشاطات الإعلامية لعدي صدام حسين. وسرعان ما نافست الجريدة اليومية التي كانت تصدر باسم «الرياضي» والتي كانت تصدر باشراف اللجنة الأولمبية العراقية انذاك برئاسة نوري فيصل شاهر (رئيس اللجنة الأولمبية ووزير الشباب) وجريدة الشعلة التي كانت تصدر برئاسة صباح ميرزا محمود المرافق الاقدم للرئيس صدام حسين ورئيس نادي الشباب. غيّر عدي صدام حسين اسم الجريدة أثناء الحرب على العراق عام 1991 إلى البعث فقط بدلا من البعث الرياضي وتم تخصيصها لتغطية الحرب على العراق بصورة كاملة. بعدها تابعت الجريدة الصدور لحد الاحتلال الأمريكي للعراق عام 2003.